# (8638) 1986 QY
A (8638) 1986 QY a Naprendszer kisbolygóövében található aszteroida. Henri Debehogne fedezte fel 1986. augusztus 26-án.